# Dinosperma stipitata
Dinosperma stipitata là một loài thực vật có hoa trong họ Cửu lý hương. Loài này được (C.T.White & W.D.Francis) T.G.Hartley mô tả khoa học đầu tiên năm 1997.